# Amajić
Amajić (cyr. Амајић) – wieś w Serbii, w okręgu maczwańskim, w gminie Mali Zvornik. W 2011 roku liczyła 156 mieszkańców.